# Ngô Thanh Vân
Ngô Thanh Vân (født 26. februar 1979) er en vietnamesisk skuespillerinde og sanger.
Da Ngô var 10 år gamle flyttede hun til Norge, og ca. 10 år senere i 1999 tilbage til Vietnam for at deltage i en Skønhedskonkurrence, hvor hun fik anden pladsen.

## Discografi
Ngô Thanh Vân udgav følgende produktioner:

### Albumer
- 2003: The Gioi Tro Choi (Playworld)
- 2004: Bi An Vang Trang (Mystery of the Moon)
- 2005: My Way (Con Duong Em Di)
- 2008: Studio 68 (Heaven: The Virus Remix)
- 2008: Tears of Angel (Nuoc Mat Thien Than)

### Samlealbummer
- 2002: Vuon Tinh Nhan (Lovers' Garden) ft. Tuan Hung

### Van Son DVDer
- Van Son 35: Tinh Nguoi Vien Xu - "Mat Nhau"
- Van Son 36 in Taiwan - "Dem Xot Xa"
- Van Son 37 in The Kingdom of Cambodia - "Nguoi Hung"
- Van Son 38: Dem Hoi Ngo - "They Don't Care About Us"
- Van Son 39: Me Va Que Huong - "O Kia Doi Bong Them Vui"

## Filmografi
Ngô Thanh Vân var skuespiller i følgende produktioner:

### TV dramaer
- 2002: Huong De - TFS
- 2004: Rouge - MTV Asia
- 2007-2009: Cô Gái Xấu Xí (Vietnamesisk version af Ugly Betty) - Vietnam Television (cameo)

### Film
- 2005: Saigon Love Story
- 2006: 2 in 1
- 2007: Dong Mau Anh Hung (The Rebel)
- 2007: Ngoi Nha Bi An / Suoi Oan Hon (The Haunted House)
- 2009: Clash (Bay Rong)
- 2011: Ngoc Vien Dong (Pearls of the Far East)
- 2012: House in the Alley
- 2013: Once Upon a Time in Vietnam
- 2015: The Lost Dragon
- 2016: Siêu trộm (Bitcoin Heist)
- 2016: Crouching Tiger, Hidden Dragon: Sword of Destiny
- 2016: Tam Cam: Chuyen Chua Ke
- 2017: Cô Ba Sài Gòn (The Tailor)
- 2017: Star Wars: The Last Jedi
- 2017: Bright
- 2017: The Tailor

### Reality tv-seriers
- 2010: Bước nhảy hoàn vũ (Dancing with the Stars) (VTV3)